# Igüeña
Igüeña è un comune spagnolo di 1 824 abitanti situato nella comunità autonoma di Castiglia e León.